# Cratere Pierazzo
Pierazzo è un cratere lunare di 9,29 km situato nella parte nord-orientale della faccia nascosta della Luna.
Il cratere è dedicato all'astronoma italiana Elisabetta Pierazzo.